# Боркув (Піньчовський повіт)
Боркув (пол. Borków) — село в Польщі, у гміні Пінчів Піньчовського повіту Свентокшиського воєводства.
Населення — 68 осіб (2011).
У 1975-1998 роках село належало до Келецького воєводства.

## Демографія
Демографічна структура на день 31 березня 2011 року:
|          | Загалом | Допрацездатний вік | Працездатний вік | Постпрацездатний вік |
| -------- | ------- | ------------------ | ---------------- | -------------------- |
| Чоловіки | 35      | 8                  | 24               | 3                    |
| Жінки    | 33      | 6                  | 16               | 11                   |
| Разом    | 68      | 14                 | 40               | 14                   |